# Dhanagur, Malavalli
Dhanagur là một làng thuộc tehsil Malavalli, huyện Mandya, bang Karnataka, Ấn Độ.